# ماریو گونسالس (بوکسور)
ماریو گونسالس (اسپانیایی: Mario González‎؛ زادهٔ ۱۵ اوت ۱۹۶۹ ‏(۵۵ سال)) بوکسور اهل مکزیک بود.
وی در مسابقات کشوری و بین‌المللی در مجموع برندهٔ ۱ مدال برنز شده‌است.